# Dick Dankers
Hendricus (Dick) Dankers (Amsterdam, 22 april 1950 - Brazilië, 2 maart 2018) was een Nederlandse meubelontwerper, en oprichter en galeriehouder van The Frozen Fountain aan de Prinsengracht in Amsterdam. Hij is geroemd als "de man die Nederland aan het design bracht."

## Leven en werk

### Jeugd en eerste jaren in het interieurontwerp en verkoop
Dankers groeide op in Rotterdam, waar hij na de middelbare school de sociale academie afrondde. Na een wereldreis door Amerika en Israël opende hij rond 1975 zijn eerste interieurwinkel in Amsterdam, die zich rechte op vintage en art-decomeubelen.
In 1985 opende Dankers The Frozen Fountain interieurwinkel in de Utrechtsestraat in Amsterdam. Hij werkte samen met jonge designers, en ontwierp ook zelf tapijten en meubels. Met een eigen ontworpen ronde ladekast won hij in 1990 de Nederlandse Meubelprijs.

### The Frozen Fountain aan de Prinsengracht
In 1992 begon zijn samenwerking met Cok de Rooy en verhuisde The Frozen Fountain naar de Prinsengracht. De zaak bood een platform voor 
beginnend ontwerpers als Jurgen Bey, Piet Hein Eek, Hella Jongerius, Marcel Wanders, en Studio Job.
In de eerste helft van de jaren negentig organiseerde The Frozen Fountain enige exposities met meerdere design disciplines. Zo was er een duo-expositie van Tejo Remy en Viktor & Rolf, en een duo-expositie van de theatergroep Alex d'Electrique en Henk Stallinga.

### Overlijden
Dankers verdronk in zee bij een bezoek aan zijn dochter in Brazilië.